# BG Stadium
Das BG Stadium (thailändisch บีจีสเตเดียม), ehemals Leo Stadium (thailändisch ลีโอสเตเดียม), ist ein reines Fußballstadion mit vier Tribünen in der Kleinstadt Bueng Yitho in der Provinz Pathum Thani, Thailand. Es hat ein Fassungsvermögen von 15.114 Zuschauern.
Bis Dezember 2021 trug das Stadion aus Sponsoringgründen des Getränkeherstellers Boon Rawd Brewery den Namen Leo Stadium. Im Dezember 2021 wurde das Stadion in BG Stadium umbenannt.
Seit der Eröffnung 2010 war das Stadion mit Kunstrasen ausgestattet. Im November 2017 wurde der Kunstrasen entfernt und es wurde Rasen verlegt. Eigentümer des Stadions ist der in der Ersten Liga spielende BG Pathum United FC (ehemals Bangkok Glass).
Am 1. Januar 2022 wurde der Name des Stadions mit der Genehmigung des thailändischen Fußballverbands und der Thai League Co., Ltd. in BG Stadium umbenannt.
Am 17. April 2025 gab der Erstligist BG Pathum United FC bekannt, dass die True Corporation neuer Hauptsponsor geworden sei. Ab der Spielzeit 2025/26 wird der Name des Stadions in True BG Stadium geändert und als gemeinsames Heimstadion mit dem True Bangkok United Football Club genutzt.

## Nutzer des Stadions
| Verein              | Zeitraum der Nutzung |
| ------------------- | -------------------- |
| BG Pathum United FC | 2010 bis heute       |
| Bangkok United      | 2025 bis heute       |
| BGC FC              | 2012                 |
| BGC FC              | 2015 bis 2018        |
| Raj-Pracha FC       | 2020 bis 2022        |